# Kristine Bayley
Pour les articles homonymes, voir Bayley.
Kristine Bayley, née le 22 juin 1983 à Perth, est une coureuse cycliste professionnelle australienne.

## Biographie
Elle est la sœur de Ryan Bayley et la femme de Shane Perkins, tous deux anciens rivaux sur piste.
Depuis la fin de sa carrière sportive, elle se consacre au culturisme avec son mari.

## Palmarès sur piste

### Championnats du monde
- Majorque 2007
  -  Médaillée de bronze de la vitesse par équipes (avec Anna Meares)

### Coupe du monde
- 2004
  - 3e de la vitesse par équipes à Manchester (avec Rosealee Hubbard)
- 2006-2007
  - 3e de la vitesse par équipes à Manchester (avec Anna Meares)

### Jeux d'Océanie
- 2006
  -  Médaillée d'or du 500 mètres
  -  Médaillée d'argent de la vitesse individuelle
  -  Médaillée de bronze du keirin

### Championnats d'Australie
- 2004
  - 3e du 500 mètres
- 2005
  - 2e du keirin
  - 3e du 500 mètres
- 2006
  -  Championne d'Australie du 500 mètres
  - 3e du keirin
  - 3e de la vitesse individuelle
- 2007
  - 2e du 500 mètres
  - 3e du keirin
  - 3e de la vitesse individuelle